# William Jones (remer)
William Jones   (Paysandú, 6 de desembre de 1924 - Inverness, 7 d'agost de 2014) fou un remer uruguaià que va competir durant la dècada de 1940.
El 1948 va prendre part en els Jocs Olímpics de Londres, on guanyà la medalla de bronze en la prova de dobe scull del programa de rem. Formà parella amb Juan Antonio Rodríguez.